# لندگراف (ویرجینیای غربی)
لندگراف (به انگلیسی: Landgraff) یک منطقهٔ مسکونی در ایالات متحده آمریکا است که در شهرستان مک‌داول، ویرجینیای غربی واقع شده‌است. لندگراف ۴۷۸ متر بالاتر از سطح دریا واقع شده‌است.